# Rhacophorus arvalis
Rhacophorus arvalis es una especie de ranas que habita en la isla de Taiwán.
Esta especie está en peligro de extinción por la pérdida de su hábitat natural.